# Lezec obojživelný
Lezec obojživelný (Periophthalmus barbarus) je ryba z řádu hlaváči (Gobiiformes), čeledi hlaváčovití (Gobiidae) a podčeledi lezcovití (Oxudercinae). Vyskytuje se při pobřeží západní Afriky v oblastech od Senegalu do Angoly. Žije převážně v brakických vodách při ústí řek nebo v lagunách a obývá také mangrovníkové bažiny. Přestože se jedná o rybu, je schopen dýchat vzduch, dovede se pohybovat v písku či v bahně a vyhledává zde potravu (hmyz, krabi). Mezinárodní svaz ochrany přírody hodnotí druh jako málo dotčený.